# Stazione di San Martino in Gattara
Stazione di San Martino in Gattara vasútállomás Olaszországban, Brisighella településen.

## Vasútvonalak
Az állomást az alábbi vasútvonalak érintik:
- Firenze–Faenza-vasútvonal

## Kapcsolódó állomások
A vasútállomáshoz az alábbi állomások vannak a legközelebb:
- Stazione di San Cassiano
- Stazione di Popolano di Marradi